# 1870 en journalisme
Cet article présente les faits marquants de l'année 1870 en journalisme.

## Évènements
- Création du journal régional La Dépêche du Midi[1].